# SN 1990A
SN 1990A – supernowa odkryta 1 stycznia 1990 roku w galaktyce NGC 500. W momencie odkrycia miała maksymalną jasność 19,50m.